# Liste du patrimoine immobilier classé de Tinlot
Cette page regroupe l'ensemble du patrimoine immobilier classé de la ville belge de Tinlot.
| Objet | Année de construction / Architecte | Adresse | Section communale | Coordonnées                      | Numéro d’inventaire | Illustration |
| --- | ---------------------------------- | ------- | ----------------- | -------------------------------- | ------------------- | --- |
| Tilleul de Ramelot |                                    |         | Ramelot           | 50° 28′ 02″ nord, 5° 20′ 00″ est | 61081-CLT-0003-01   | Tilleul de Ramelot |
| Le cœur et la nef de l'église Saint Martin à Scry |                                    |         | Scry              | 50° 29′ 58″ nord, 5° 22′ 36″ est | 61081-CLT-0004-01   | Le cœur et la nef de l'église Saint Martin à Scry |
| Place du Baty |                                    |         | Seny              | 50° 27′ 36″ nord, 5° 24′ 02″ est | 61081-CLT-0006-01   | Place du Baty |
| L'église Notre-Dame et mur du cimetière (M); ensemble formé par l'église et les terrains environnants (S)                                                                 |                                    |         | Ramelot           | 50° 27′ 51″ nord, 5° 19′ 42″ est | 61081-CLT-0007-01   | Image manquanteTéléverser |
| Façades et toitures du donjon du logis et de la tour flanquant le logis du château d'Abée (M) et ensemble formé par le château, la ferme et les terrains environnants (S) |                                    |         | Abée              | 50° 28′ 35″ nord, 5° 21′ 06″ est | 61081-CLT-0008-01   | Façades et toitures du donjon du logis et de la tour flanquant le logis du château d'Abée (M) et ensemble formé par le château, la ferme et les terrains environnants (S) |